# 케랑! 어워드
케랑! 어워드(Kerrang! Awards)는 영국의 음악상으로, 잡지 케랑!이 개최한다. 음악 잡지 케랑!이 창간한 영국의 연례 음악 시상식이다. 주로 록 음악에 중점을 둔다. 연례 시상식에서는 저명한 예술가들의 공연이 진행되며, 대중의 관심을 끄는 일부 시상식은 TV로 중계된다.

## 부문
2018년 시상식에서 다음의 부문이 수상되었다.
- 베스트 송(이전 '베스트 싱글')
- 베스트 앨범
- 최고의 영국 밴드
- 최고의 국제 밴드
- 최고의 영국 혁신
- 최고의 국제적 돌파구
- 최우수 영국 라이브 액트
- 최고의 국제 라이브 행위
- 케랑! 전설
- 케랑! 영감
- 케랑! 상